# دبوسيات القرون
دبوسيات القرون (الاسم العلمي Clavicornia ) هي رتبة خنافس سابقة. تم إعادة تخصيص الأجناس الموجودة فيها للفصائل التالية:
- خنافس النسغ
- خنافس نارية
- ملتهمات خفية
- Latridiidae
- دعسوقيات